# Zündapp Janus

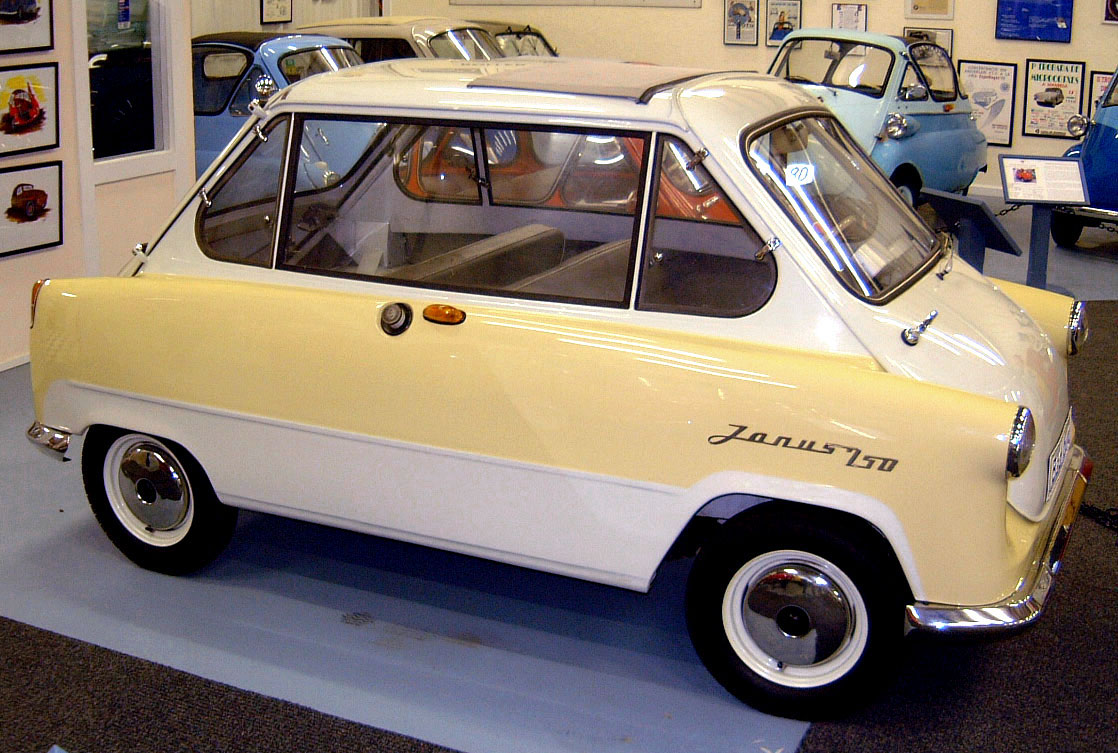
Es difícil ver cual es la parte frontal y cual la trasera del Janus.

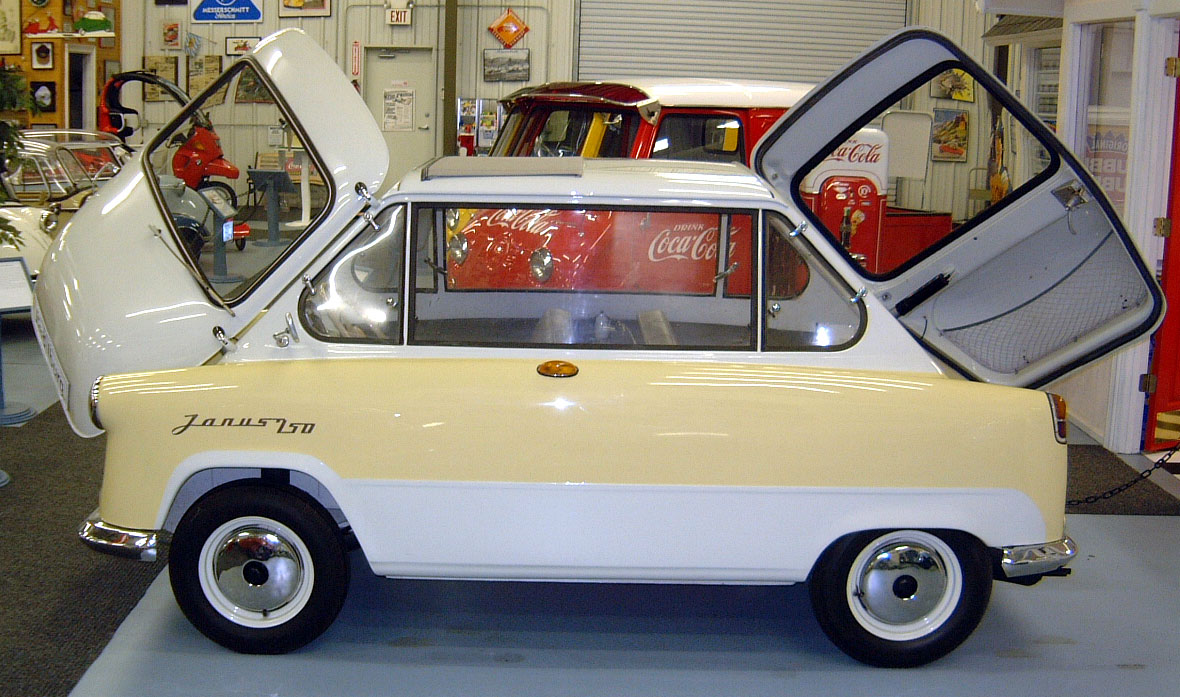
El Zündapp Janus tiene puertas en la parte frontal y en la parte trasera.

Zündapp Janus fue un modelo de microcoche construido por Zündapp entre los años 1957 y 1958. Originalmente Zündapp construía motocicletas, pero en 1954 decidió un vehículo con mejor condiciones ante la intemperie. Fijándose en diseños de Kroboth, Brütsch, y Fuldamobil antes de decidirse por un diseño de Dornier el nuevo diseño tomó el nombre del dios de la mitología romana Jano, frecuentemente representado como un personaje con dos caras: una que mira al frente mientras la otra mira hacia detrás. El coche estaba propulsado por un motor de posición central de dos tiempos de un solo cilindro con un cubicaje de 250 cc desarrollado para el Janus que rendía 14 caballos, este motor permitía una velocidad máxima de 80 km/h (50 mph). La suspensión era una de tipo MacPherson que demostró ser muy confortable.
La producción comenzó en junio de 1957, pero solo 1.731 coches fueron montados en los primeros seis meses. En el verano de 1958, Zündapp abandonó el proyecto y vendió la fábrica a Bosch. En total fueron montados 6.902 Zündapp Janus.
El motor central, que al final resulta ser más ligero que los pasajeros, permitía rebajar y centrar el centro de gravedad del vehículo consiguiendo mayor estabilidad y comodidad, igual que en los vehículos de carreras o deportivos donde es algo común para mejorar el manejabilidad, la aceleración y la frenada.